# 6531 Subashiri
6531 Subashiri è un asteroide della fascia principale. Scoperto nel 1994, presenta un'orbita caratterizzata da un semiasse maggiore pari a 3,2079596 UA e da un'eccentricità di 0,1591329, inclinata di 2,43331° rispetto all'eclittica.